# Вяткина, Алиса Львовна
Алиса Львовна Вяткина (род. 29 декабря 1971 года в Казани,ТАССР) — российский музейный работник, арт-менеджер, генеральный директор Национального музея Республики Татарстан.

## Биография
В 1991 году закончила Казанское медицинское училище, в 2004 году — Казанский государственный технический университет им. А. Н. Туполева по специальности «Менеджмент организации»
C 2007 по 2009 гг. — арт-директор творческого пространства «Маяковский. Жёлтая кофта»
С 2012 по 2015 гг. — арт-директор ООО «Культурно-развлекательный комплекс Ривьера»
С 2016 по 2017 гг. — заместитель исполнительного директора, исполнительный директор благотворительного фонда развития и поддержки Ансамбля имени Игоря Моисеева
С 2020 по 2022 гг. — первый заместитель генерального директора, исполняющий обязанности генерального директора ГБУК «Национальный музей Республики Татарстан»
С марта 2022 г. — генеральный директор ГБУК «Национальный музей Республики Татарстан»

## Кураторские проекты
Алиса Львовна Вяткина — активный участник музейного сообщества Татарстана. Большое внимание уделяется созданию принципиально новых музейных продуктов, объединяющих современные технологии и традиционные формы работы с посетителями. При её непосредственном участии были реализованы проекты во внутреннем дворе Национального музея Республики Татарстан, направленные на создание нового общественного пространства для культурного отдыха, привлекательного для жителей и гостей столицы:
- выставочный арт-проект известного российского художника Леонида Тишкова «Лунные качели»[2]

- летний фестиваль «hАВА» — проект, созданный при поддержке Министерства культуры Республики Татарстан для проведения культурных мероприятий во внутреннем дворе музея[3].

Под руководством А. Л. Вяткиной был открыт ряд выставок в значимых общественных пространствах Казани:
- В Международном аэропорту «Казань»[4], а также в отделениях Многофункционального центра г. Казани открылись выставки «Я устремляюсь в высоту», посвящённая 135-летию Г. Тукая, «9 мая 1945 года в Казани», «Сады и парки Казани», «Зимняя летопись Казани», «История делопроизводства: от ханской канцелярии до наших дней»[5]

- На станции «Площадь Тукая» МУП «Казанский метрополитен» была представлена выставка «Волшебный лес Тукая» — репринты акварелей Баки Урманче, иллюстрации к сказке Тукая «Шурале», посвящённая 135-летию Г. Тукая[6].

В 2021—2022 гг. в рамках развития межмузейного сотрудничества был реализован ряд крупных выставочных проектов с ведущими музеями России:
- «Уус уонна Иис»: декоративно-прикладное искусство народов Якутии» из Якутского музея им. Ем. Ярославского», в рамках проведения Дней Республики Якутия в Республике Татарстан[7]
- «Язык несвободы» из Государственного музея истории ГУЛАГа
- «Страницы Тихого Дона» из Государственного музея-заповедника М. А. Шолохова[8]
- «Лоскутный узор: традиции и искусство народов Евразии» из Российского этнографического музея[9]

- «Неизвестный Берлин» из Еврейского музея и центра толерантности
- Выставка к 100-летию Коммунистической партии Китая[10].

Важным событием 2022 года стало празднование 1100-летия принятия ислама Волжской Булгарией. В рамках праздничных мероприятий Национальный музей Республики Татарстан стал организатором и участником ряда выставок, посвящённых этому значимому событию:
- «Свет веры. Иман нуры», проходившая в Присутственных местах Казанского кремля;
- «Раритеты мусульманской культуры» в рамках проведения IX Республиканского Ифтара («Казань Экспо»);
- «Свет веры: к 1100-летию принятия ислама Волжской Булгарией» в рамках международной программы «Казань — молодёжная столица ОИС 2022» в Казанской ратуше[11]
- «Ислам на снегу», посвящённая 1100-летию принятия ислама Волжской Булгарией в Государственной думе Российской Федерации[12].

Одним из самых значимых выставочных проектов 2022 года стала межмузейная выставка «Волжская Булгария. Великое наследие», организатором которого стал Российский этнографический музей, при участии Государственного исторического музея, Государственного Эрмитажа и главного музея Татарстана.

## Туристические маршруты
Алиса Львовна ведёт активную работу по разработке новых маршрутов и включению Национального музея Республики Татарстан в туристические маршруты России под эгидой Министерства культуры Российской Федерации.
В настоящее время разрабатывается проект «Малые и большие города Татарстана через призму истории», направленный на развитие внутреннего туризма в Республике Татарстан путём создания, продвижения и популяризации новых уникальных авторских туристических маршрутов в города, районы и сельские поселения республики. Совместно с Министерством культуры Республики Татарстан и муниципальными органами исполнительной власти разрабатываются экскурсионные маршруты по Арскому, Альметьевскому, Высокогорскому, Ленингорскому, Камско-Устьинскому, Пестречинскому, Лаишевскому районам республики. Национальным музеем Республики Татарстан были разработаны экскурсионные маршруты: «Многоликая Россия». Татарстан», «Литературная Казань», «Разноцветная Казань», «Казань эксклюзивная:ускользающая красота старого города».
В рамках федерального туристического проекта «Императорский маршрут» главный музей Татарстана был назначен координатором проекта в республике. Его задача — помочь в разработке экскурсионного текста и подготовке экскурсоводов.
В 2022 году Национальный музей Республики Татарстан представил единственный в Татарстане маршрут, посвящённый первому российскому императору, его реформам, визиту в Казань в 1722 году — «По следам Петра Великого».
А. Л. Вяткина внесла новый формат в организацию проведения ежегодного музейно-фольклорного праздника «Яблочный Спас в селе Красновидово». С каждым годом мероприятие становится всё масштабнее, собирая гостей и туристов не только со всей республики, но и из соседних регионов. В 2021 году специальным гостем праздника стала приглашённая российская фолк-рок певица Инна Желанная
, в 2022 году фольклорная группа «Бурановские бабушки» и «ВИА Волга-Волга»

## Музейная сеть
А. Л. Вяткина уделяет особое внимание работе по взаимодействию с музейной сетью Татарстана. Национальный музей Республики Татарстан является проектным офисом для всей музейной отрасли региона, а также крупнейшим исследовательским и научно-методическим центром республики. В 2021 году Национальным музеем Республики Татарстан был организован научно-практический семинар «Актуальные вопросы деятельности музеев Татарстана» с участием спикеров из разных городов России. Основными темами семинара, проведённого для руководителей и сотрудников государственных, муниципальных и ведомственных музеев республики, были научно-фондовая деятельность, культурный туризм и взаимодействие с музейной аудиторией.
Отдельное место в работе А. Л. Вяткиной занимает сотрудничество с ведомственными музеями Республики Татарстан. Совместно с музеями ведущих промышленных предприятий — АО «Зеленодольский завод имени А. М. Горького», КАЗ имени С. П. Горбунова — филиал ПАО Туполев, АО «Казанское моторостроительное производственное объединение» (КМПО), АО «Казанский оптико-механический завод», АО «Казанский электротехнический завод» была подготовлена экспозиция, рассказывающая о деятельности заводов ТАССР в годы Великой Отечественной войны 1941—1945 гг., представленная на VII Межведомственной научно-практической конференции «Система межведомственного информационного взаимодействия при решении задач в области обороны Российской Федерации» в Министерстве обороны Российской Федерации.

## Взаимодействие с научными институциями
Благодаря поддержке Президента Республики Татарстан Р. Н. Минниханова в 2021 году Национальный музей Республики Татарстан совместно с Фондом содействия возрождению традиций милосердия и благотворительности «Елисаветинско-Сергиевское просветительское общество» провёл Международную научно-практическую конференцию «Под скипетром Романовых. К 300-летию провозглашения России Империей». Сессия «Российская Империя в сравнении с другими империями Востока и Запада» и XXIV Елисаветинско-Сергеевские чтения «Российская благотворительность. Традиции и современность».
В 2022 году сотрудничество было продолжено и в Казани состоялась третья, финальная сессия Межрегионального научного форума «Реформы Императора Петра I. Историческое наследие и современность». Форум приурочен к 350-летию со дня рождения Петра I. «Морским судам быть…»:Основание русского флота Императором Петром Великим и развитие судоходства в России».
В рамках мероприятий, посвящённых 135-летию со дня рождения великого татарского народного поэта Габдуллы Тукая, 35-летию открытия Литературного музея Г. Тукая, Году родных языков и народного единства в Республике Татарстан под руководством А. Л. Вяткиной в 2021 году была проведена Всероссийская научно-практическая конференция «Тукаевские чтения-2021», а также Круглый стол, посвящённый 115-летию поэта-героя М. Джалиля, участниками которого стали сотрудники музеев, учёные из Татарстана, Оренбургской области, Германии, Чехии .
В 2022 году Национальный музей Республики Татарстан и Институт филологии и межкультурной коммуникации КФУ провели Всероссийскую научно-практическую конференцию «Джалиловские чтения — 2022», посвящённую 110-летию со дня рождения поэта Рахима Саттара и 40-летию основания Музея-квартиры Мусы Джалиля.

## Ассамблея петровских музеев России
Необходимо отметить, что в 2021 году Национальный музей Республики Татарстан — единственный из музеев Республики Татарстан вошёл в состав Ассамблеи петровских музеев России, которая объединяет музеи и регионы, чья история напрямую связана с деяниями российского императора Петра Великого.
Сотрудники музея активно участвуют в разработке «Императорского маршрута». В 2022 году в рамках 350-летия Петра I была создана — передвижная стендовая выставка «Петровские корабелы».В течение 2022 года выставка путешествовала по городам России, которые связаны с историей судостроения и флота эпохи Петра I: Ульяновск, Астрахань, Азов, Вологда, Архангельск, Калининград. Национальный музей Республики Татарстан был награждён Дипломом «За организацию и реализацию выставочного проекта «Петровские корабелы» в рамках программы «Виват, Петр Алексеевич» Ассамблеи петровских музеев России в год 350-летия со дня рождения Петра I.

## Почётные грамоты
Почётная грамота Исполнительного комитета г. Казань (2021 г.),

## Благодарственные письма
Благодарность Министерства культуры и духовного развития Республики Саха (Якутия) (2021 г.), Благодарственное письмо ГБУ «Государственный архив Республики Татарстан» (2021 г.), Благодарственное письмо прокуратуры Республики Татарстан (2021 г.), Благодарственное письмо Управления Федеральной службы по надзору в сфере защиты прав потребителей и благополучия человека по Республике Татарстан (2021 г.), Благодарственное письмо Комитета по развитию туризма Республики Татарстан (2021 г.), Благодарственное письмо Министерства труда, занятости и социальной защиты Республики Татарстан (2022 г.).

## Интервью
1. Алиса Вяткина: о роли музея в жизни человека и современном мире.
2. Алиса Вяткина,Нацмузей РТ:«Сегодня мы наполняем свои мероприятия патриотической тематикой».